# Simon Vella
Simon Vella (ur. 18 września 1979 w Londynie) – maltański piłkarz występujący na pozycji obrońcy.

## Kariera klubowa
Vella karierę rozpoczynał w 1998 roku w angielskim Wimbledonie, grającym w Premier League. Przez dwa lata w jego barwach nie rozegrał jednak żadnego spotkania. W 2000 roku odszedł do Sutton United z szóstej ligi. Następnie grał w zespołach trzeciej ligi szkockiej – Stenhousemuir, Clydebank, Airdrieonians oraz Forfar Athletic. Występował też w amatorskim Bo’ness United, gdzie zakończył karierę.

## Kariera reprezentacyjna
W reprezentacji Malty Vella zadebiutował 9 lutego 2002 w wygranym 2:1 towarzyskim meczu z Jordanią. W latach 2002–2003 w drużynie narodowej rozegrał 6 spotkań.